# 威艾島 (內赫布里底群島)

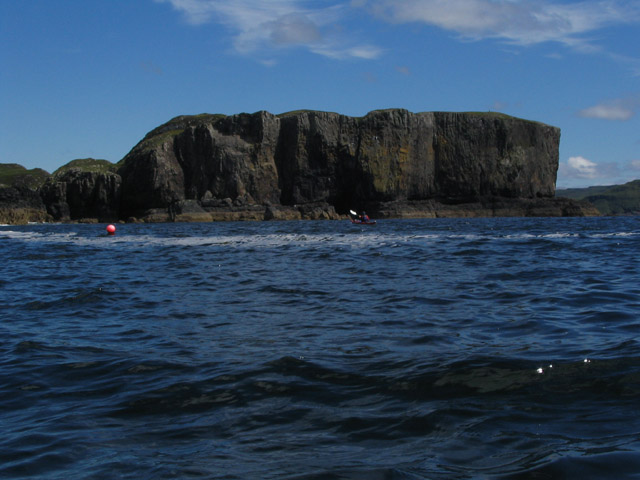

威艾島是蘇格蘭的島嶼，位於斯凱島以西1.4公里的大西洋海域，屬於內赫布里底群島的一部分，面積1.48平方公里，最高點海拔高度60米，島上無人居住。
57°20.3′N 6°30′W / 57.3383°N 6.500°W